# Montredon-Labessonnié
Montredon-Labessonnie là một xã trong tỉnh Tarn thuộc vùng Occitanie ở miền nam nước Pháp. Xã này nằm ở khu vực có độ cao trung bình 570 mét trên mực nước biển.
Thị trấn có con sông Dadou chảy qua.